# FC København (piłka ręczna)
F.C. København Håndbold (pełna nazwa: Football Club København Håndbold) – klub piłki ręcznej z Danii, powstały w 2002 roku z siedzibą w Kopenhadze. Klub dzielił się na sekcje: kobiet i mężczyzn. Na koniec sezonu 2009/2010 sprzedano licencję klubu. Licencję sekcji kobiet kupił Frederiksberg IF. Natomiast sekcja mężczyzn została przeniesiona do AG Kopenhaga.

## Sekcja kobiet
Sukcesy
- 2008, 2009:  brązowy medal mistrzostw Danii
- 2009:  puchar Zdobywców Pucharów
- 2010:  puchar Danii

## Sekcja mężczyzn
Sukcesy
- 2008:  mistrzostwo Danii
- 2008, 2010:  puchar Danii